# Andrew Gold
Andrew Maurice Gold (Burbank, 2 agosto 1951 – Los Angeles, 3 giugno 2011) è stato un cantautore e polistrumentista statunitense.

## Biografia
È nato in California, figlio della doppiatrice, attrice e soprano Marni Nixon e del compositore Ernest Gold, di nascita austriaca e vincitore di un Premio Oscar.
Negli anni '60 ha fatto parte di un gruppo folk rock chiamato Bryndle, insieme a Karla Bonoff, Kenny Edwards e Wendy Waldman.
Il suo primo album in studio, l'eponimo Andrew Gold, è stato pubblicato nel 1975.
Tra i suoi maggiori successi vi sono Lonely Boy (1977), Thank You for Being a Friend (1978), Never Let Her Slip Away (1978) e Spooky Scary Skeletons (1996). Ha avuto successo anche come membro del duo Wax, attivo dal 1983 al 1990 e costituito insieme al chitarrista e bassista Graham Gouldman.
Gold era un polistrumentista in grado di suonare chitarra, basso, tastiera, fisarmonica, sintetizzatore, flauto, percussioni, batteria, ukulele, harmonium e altri strumenti. Inoltre è stato produttore, sound engineer, arrangiatore e turnista.
Ha registrato insieme a Linda Ronstadt, Paul McCartney, Don Henley, James Taylor, Brian Wilson, Roy Orbison, Ringo Starr, Roxy Music, America, Diana Ross, Freddie Mercury, Neil Diamond, Jennifer Warnes, Carly Simon, John Waite, Nicolette Larson, Maria Muldaur e molti altri artisti.
A Gold è stato diagnosticato un cancro ai reni e ha risposto bene al trattamento ma il 3 giugno 2011 è morto nel sonno per quello che si sospetta fosse un'insufficienza cardiaca all'età di 59 anni a Los Angeles.

## Discografia parziale
- 1975: Andrew Gold
- 1976: What's Wrong with This Picture?
- 1978: All This and Heaven Too
- 1980: Whirlwind
- 1996: Halloween Howls (Andrew Gold & Friends)
- 1997: Greetings From Planet Love (The Fraternal Order of All)
- 1997: Thank You for Being a Friend: The Best of Andrew Gold
- 1998: ...Since 1951
- 1999: Warm Breezes
- 2000: The Spence Manor Suite
- 2002: Intermission
- 2008: Copy Cat